# MLB All-Star Game 1935
MLB All-Star Game 1935 – 3. Mecz Gwiazd ligi MLB, który rozegrano 8 lipca 1935 roku na stadionie Municipal Stadium w Cleveland. Mecz zakończył się zwycięstwem American League 4–1. Spotkanie obejrzało 69 812 widzów, co było rekordem frekwencji do 1981 roku.
| National League                                                                               | 0 | 0 | 0 | 1 | 0 | 0 | 0 | 0 | 0 | 1 | 4 | 1 |
| American League                                                                               | 2 | 1 | 0 | 0 | 1 | 0 | 0 | 0 | X | 4 | 8 | 0 |
| WP: Lefty Gomez (1–0) LP: Bill Walker (0–1) SV: Mel Harder (1) Home runy: AL: Jimmie Foxx (1) |   |   |   |   |   |   |   |   |   |   |   |   |

## Składy
| Miotacze - Lefty Gomez (3) - Tommy Bridges (2) - Lefty Grove (2) - Mel Harder (2) - Schoolboy Rowe (1) Łapacze - Rollie Hemsley (1) - Mickey Cochrane (2) - Rick Ferrell (3) |  | Wewnątrzpolowi - Lou Gehrig (3) - Charlie Gehringer (2) - Jimmie Foxx (3) - Joe Cronin (3) - Buddy Myer (1) - Ossie Bluege (1) Zapolowi - Bob Johnson (1) - Al Simmons (3) - Joe Vosmik (1) - Earl Averill (3) - Ben Chapman (3) - Doc Cramer (1) - Sam West (3) |  | Menadżer - Mickey Cochrane Trenerzy - Del Baker - Rogers Hornsby |

| Miotacze - Bill Walker (1) - Dizzy Dean (2) - Paul Derringer (1) - Carl Hubbell (3) - Hal Schumacher (2) Łapacze - Jimmie Wilson (2) - Gabby Hartnett (2) |  | Wewnątrzpolowi - Bill Terry (3) - Billy Herman (2) - Pepper Martin (3) - Arky Vaughan (2) - Ripper Collins (1) - Frankie Frisch (3) - Burgess Whitehead (1) Zapolowi - Joe Medwick (2) - Wally Berger (3) - Mel Ott (2) - Chuck Klein (2) - Jo-Jo Moore (1) - Paul Waner (2) |  | Menadżer - Frankie Frisch Trenerzy - Charlie Grimm - Chuck Dressen |

- Czcionką pogrubioną oznaczono zawodników pierwszej dziewiątki. W nawiasie podano liczbę występów w All-Star Game.